# Asterostomopsis ghanaensis
Asterostomopsis ghanaensis är en svampart som beskrevs av Bat., Cif. & H. Maia 1959. Asterostomopsis ghanaensis ingår i släktet Asterostomopsis, divisionen sporsäcksvampar och riket svampar.   Inga underarter finns listade i Catalogue of Life.